# Jimmy Chin
Jimmy Chin, född 12 oktober 1973 i Mankato, Minnesota, är en amerikansk sportklättrare och filmregissör. I samarbete med sin fru 
Elizabeth Chai Vasarhelyi har han gjort filmerna Meru (2015) och Free Solo (2018). Free Solo, som följer bergsklättraren Alex Honnold, vann pris för bästa dokumentär vid 2019 års Oscarsgala.